# 三戸友澄
三戸 友澄（みと ともずみ）は、鎌倉時代前期の三浦一族の武将。三浦義澄の子。鎌倉幕府の御家人。

## 経歴
三戸友澄招魂碑 子爵三浦基次書
大正十年三月建之 初聲村史蹟名勝保存會
三戸友澄招魂陰歌 鐵城居士
喬在埃岡松下古墓故経路苔色誉己固己安偉人室偉人
為平曰十郎姓是三戸名友澄三浦之當万夫望内田庄司
及海戸三家皆聳股肱良君才見承久賊亂天歩
我皇湖南長勤矢家
首級葬故郷風雨七百艅年後山海放物
酒額下大荒精書
鎌倉時代の武将三浦義澄の子息、三戸友澄主従墓所傍らの「招魂碑」の文面から承久の乱（1221年）に朝廷側で出陣し、戦死した。

## 画像集

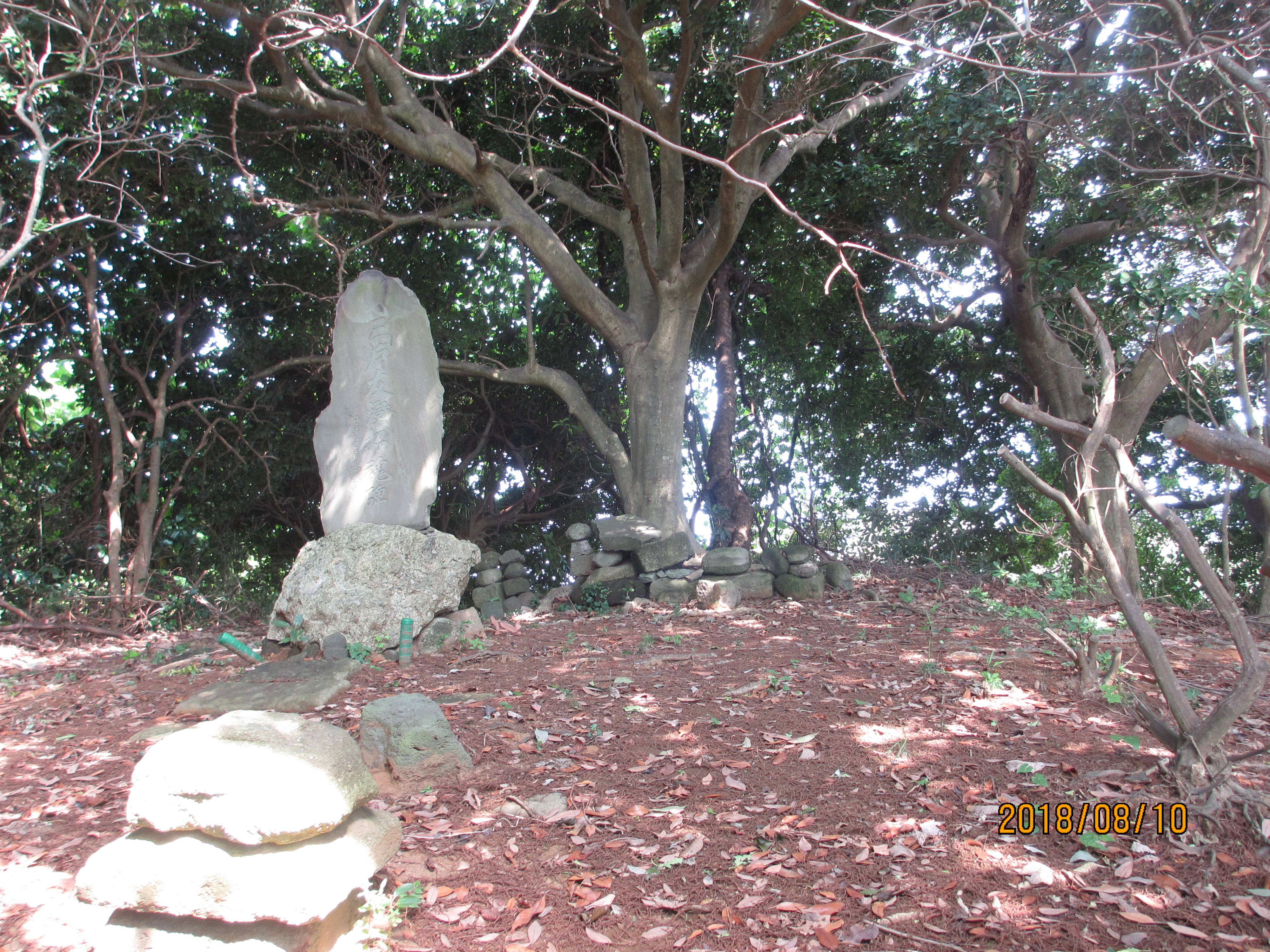
三戸友澄招魂碑（三浦市初声町三戸、史跡全体像）
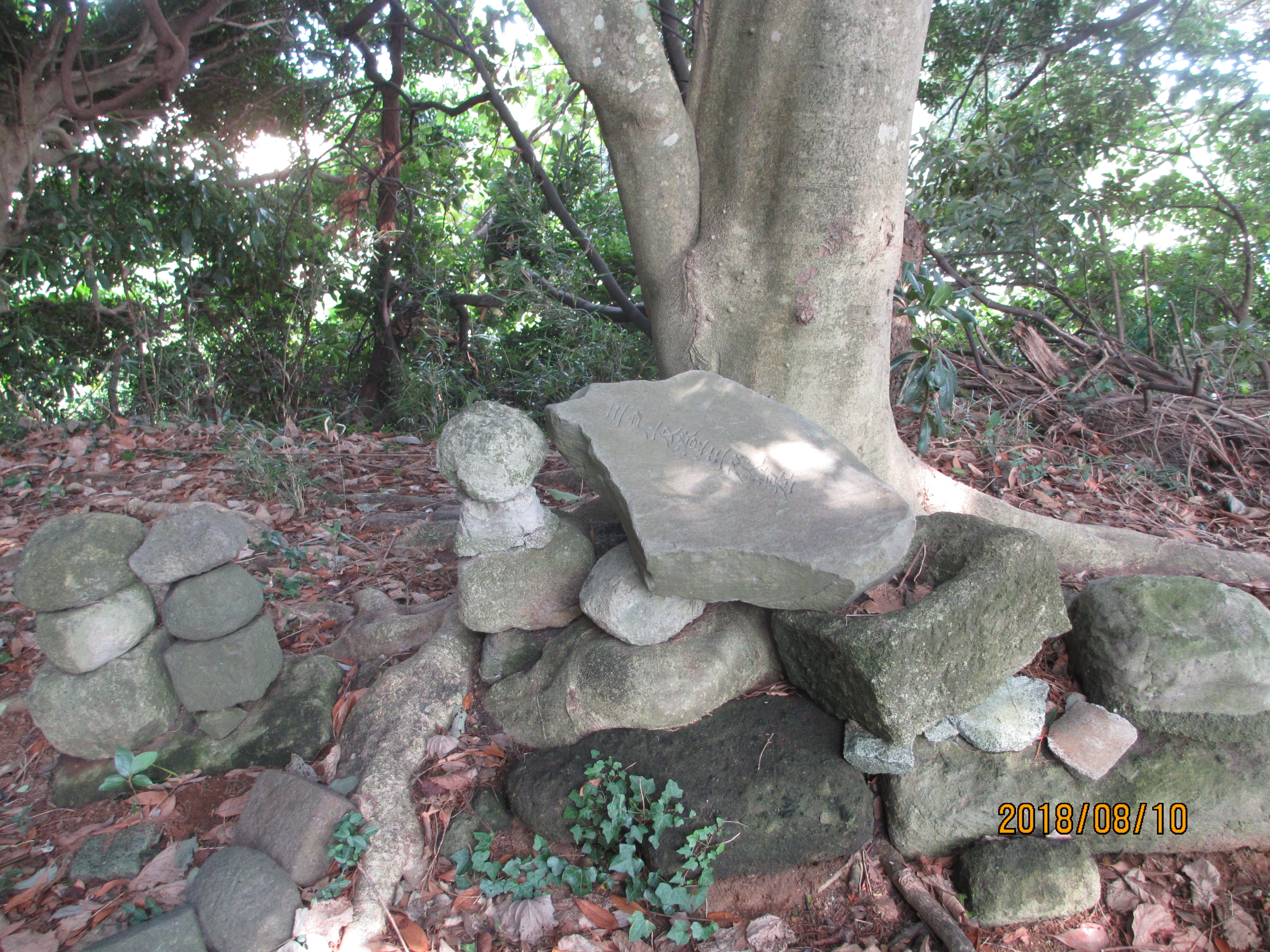
三戸友澄主従墓（京浜急行三崎口駅からバス停三戸海岸、墓石は倒れたまま）
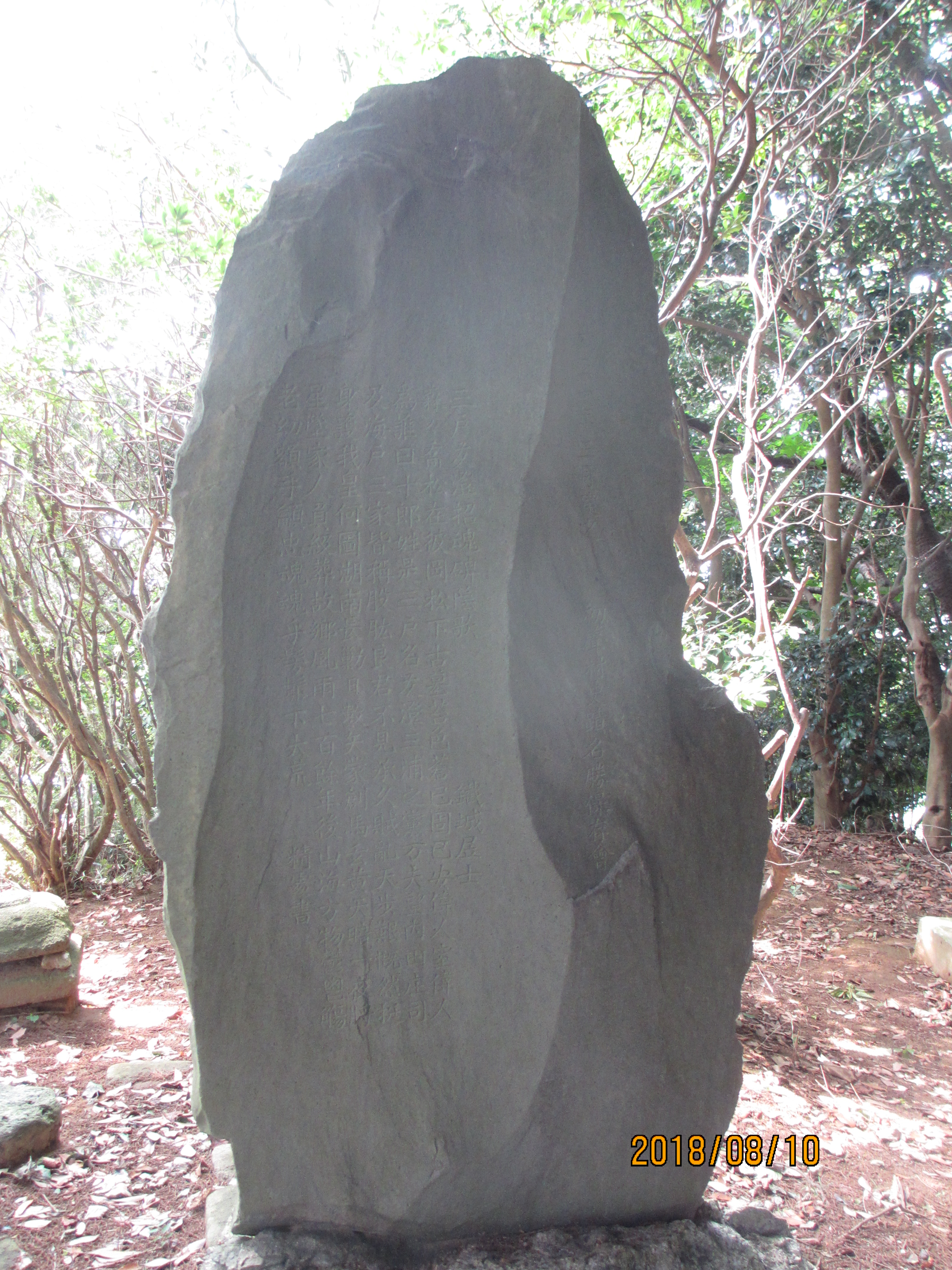
三戸友澄招魂碑裏面碑文（つつじ公園とも呼ばれる）